# Dvärgkaveldun
Dvärgkaveldun (Typha minima) är en växtart i familjen kaveldunsväxter. Den förekommer naturligt i centrala och atlantiska Europa och österut till Asien.